# Borowiki
Borowiki [bɔrɔˈvʲikʲi] (en ukrainien: Боровики, Borovyky) est un village polonais de la gmina de Milejczyce dans le powiat de Siemiatycze et dans la voïvodie de Podlachie. Il se situe à environ 25 kilomètres à l'est de Siemiatycze et à 69 kilomètres au sud de Białystok. 